# Athamanta
Athamanta är ett släkte i familjen flockblommiga växter. Släktets arter förekommer i södra och västra Europa samt i Nordafrika.

## Arter
Enligt Plants of the World Online har släktet tolv accepterade arter:
- Athamanta aurea (Vis.) Neilr.
- Athamanta cervariifolia (DC.) DC.
- Athamanta cortiana Ferrarini
- Athamanta cretensis L.
- Athamanta densa Boiss. & Orph.
- Athamanta hispanica Degen ex Hervier
- Athamanta macedonica (L.) Spreng.
- Athamanta montana (Webb ex Christ) Spalik & Wojew. & S.R.Downie
- Athamanta sicula L.
- Athamanta turbith (L.) Brot.
- Athamanta vayredana (Font Quer) C.Pardo
- Athamanta vestita A.Kern.